# Tire-lait

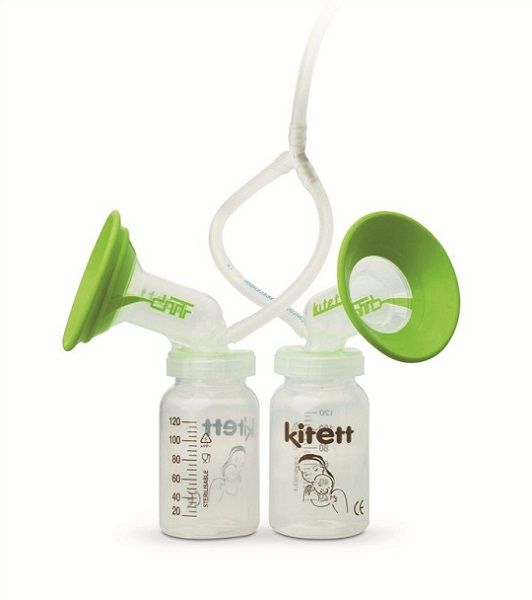
Kit d’expression Kitett Kolor double

Un tire-lait est un appareil servant à extraire le lait du sein d’une femme qui allaite.
Le système se compose généralement d’une pompe, d’un réservoir et d’un embout que l’on applique sur le mamelon. Certaines pompes sont manuelles, activées par une poignée. Pour un usage à long terme, on utilise généralement une pompe électrique, reliée à l’embout par un tuyau flexible. Techniquement, le mécanisme est similaire à celui d’une machine à extraire le lait utilisée pour la production laitière animale, avec un double contrôle automatique de l'aspiration et du rythme. Le contrôle de l’aspiration reste manuel, grâce à un tube ouvert que l’on obture avec le doigt selon la fréquence désirée. Souvent, le réservoir qui a recueilli le lait se transforme directement en biberon, en dévissant l’embout et en le remplaçant par une tétine.
Il est important de nettoyer convenablement avant usage les différentes pièces en contact avec le lait.
L'usage de la stérilisation des biberons est inutile en dehors du cas des enfants immunodéprimés. Par ailleurs, aucun "stérilisateur" de biberon grand public ne stérilise réellement au sens des normes européennes (CE) et françaises (AFNOR).

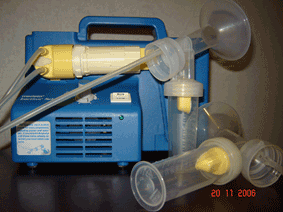
Tire-lait électrique double (Medela Lactina)

Le lait maternel ainsi extrait peut être conservé pour alimenter ultérieurement un nouveau-né. Le délai de conservation du lait est de l’ordre de dix heures à température ambiante, une semaine au réfrigérateur, et jusqu’à six mois lorsqu’il est congelé.
Le tire-lait permet aux mères qui reprennent une activité de continuer à allaiter, en tirant leur lait et en le remettant à un assistant maternel ou au second parent qui le donnera à l’enfant en leur absence. Il peut également stimuler la lactation pour celles qui manquent de lait. En cas d’engorgement du sein, notamment en période de sevrage, il sert à soulager la mère. Enfin, cela permet au second parent de s'impliquer davantage dans les soins et l'alimentation du nourrisson. Il existe des banques de lait maternel (lactarium), auxquelles les femmes peuvent donner un surplus de lait afin de nourrir des enfants prématurés, ou ceux pour lesquels la mère ne peut fournir son propre lait.
Un bébé est généralement plus efficace qu'un tire-lait pour obtenir le lait dont il a besoin. La quantité de lait obtenue par expression est difficilement comparable avec la quantité de lait que le bébé boit durant le même laps de temps.
Comment choisir le bon tire-lait ?
Le choix du tire-lait idéal dépend de plusieurs facteurs essentiels. Il faut d'abord considérer la fréquence d'utilisation prévue, qu'elle soit occasionnelle, régulière ou intensive, ainsi que votre mode de vie, notamment si vous travaillez à l'extérieur, voyagez fréquemment ou avez besoin de discrétion. Le budget joue également un rôle crucial dans la décision, tout comme le confort d'utilisation, incluant la facilité de manipulation et le niveau sonore de l'appareil. La durée prévue d'allaitement influencera aussi votre choix, déterminant s'il s'agit d'un investissement à court ou long terme. Parmi les caractéristiques importantes à rechercher, on trouve la puissance et l'efficacité d'aspiration, les options de réglage de l'intensité et du rythme, la possibilité de double pompage pour gagner du temps, ainsi que la portabilité et l'autonomie de l'appareil. La facilité de nettoyage et de stérilisation, la compatibilité avec différentes tailles de téterelles, et la présence d'une fonction de stimulation pour faciliter l'éjection du lait sont également des points à considérer. Enfin, vérifiez la garantie, le service après-vente et les éventuelles fonctionnalités supplémentaires comme la connectivité ou un système mains libres, qui pourraient s'avérer utiles selon vos besoins spécifiques.

## Types de tire-lait
- Tire-lait manuel : fonctionnant à l’aide d’une poignée ou d’une pompe, il convient à un usage occasionnel. Léger et peu encombrant, il est souvent privilégié pour les déplacements ou les extractions ponctuelles.
- Tire-lait électrique : il permet un gain de temps et réduit la fatigue liée à l’expression manuelle. Certains modèles proposent un double pompage (deux seins à la fois) pour améliorer le rendement.

Des comparatifs tire lait manuel ou électrique détaillent les critères à prendre en compte pour bien choisir son modèle : fréquence d’utilisation, confort, entretien, bruit, facilité de transport, etc. 